# Kalijum sulfid
Kalijum sulfid je neorgansko jedinjenje sa formulom K2. Ova bezbojna čvrsta materija se retko sreće, jer brzo reaguje sa vodom, pri čemu se formiraju kalijum hidrosulfid (KSH) i kalijum hidroksid (KOH). Najčešće se termin kalijum sulfid koristi u širem smislu za ovu mešavinu, a ne za anhiratni prah.

## Struktura
On poprima "antifluoritnu strukturu", što znači da mali K+ joni zauzimaju tetraedralna (F−) mesta u fluoritu, i veliki S2− centri imaju osam koordinatnih mesta. , , i  imaju sličnu kristalnu strukturu.